# Битва при Льюисе
Битва при Льюисе (англ. Battle of Lewes, Льюис, Сассекс) — одно из двух основных сражений Второй войны баронов, произошедшее 14 мая 1264 года между войском Симона де Монфора, 6-го графа Лестер, и войском короля Англии Генриха III. В результате сражения король и его сын Эдуард были захвачены в плен (короля пленил Гилберт де Клер). Де Монфор стал фактическим правителем Англии.

## Предыстория
Генрих III был непопулярным монархом из-за автократического стиля правления, фаворитизма и отказа от переговоров с баронами. Последние в итоге создали проект конституционной реформы, известной как Оксфордские провизии, для обсуждения которой король трижды в году участвовал в совещаниях под руководством Симона де Монфора. Правитель не желал новых ограничений своей власти и обратился к французскому королю Людовику IX для участия в переговорах как арбитра. 23 января 1264 года тот обнародовал Амьенское соглашение, полностью оправдывавшее Генриха и дававшее его противникам только амнистию. Это вызвало возмущение мятежных баронов, что в итоге вылилось во Вторую баронскую войну.
Первое время никаких столкновений не было, так как противоборствующие стороны активно ездили по стране для вербовки сторонников. К маю 1264 года сторонники Генриха достигли города Льюис, где намеревались дождаться новых подкреплений. Сам король вместе с пехотой расположился в обители Святого Панкратия, а его сын и принц Эдуард, руководивший конницей, проживал в замке Льюис (расположенном в 500 ярдах (460 метрах) к северу). Симон де Монфор прибыл к Генриху для переговоров о перемирии, провал которых вынудил его готовиться к сражению. Ночью он провёл своих людей к Оффэм Хилл (в миле к северо-западу от Льюиса), что вызвало удивление в стане роялистов.

## Силы сторон
Армия сторонников короля была в два раза больше отрядов баронской оппозиции. Генрих III командовал центром, правым флангом — принц Эдуард, Уильям де Валенс и Джон де Варенн; левым флангом — Ричард Корнуолл со своим сыном Генрихом Алеманским. Бароны заняли высоты над Льюисом, также приказав своим людям надеть на свою одежду белый крест в качестве опознавательного знака. Симон де Монфор разделил своё войско на четыре части, которыми вместе с ним командовали: Генрих де Монфор; Гилберт де Клер и Николас де Сегрейв.

## Битва

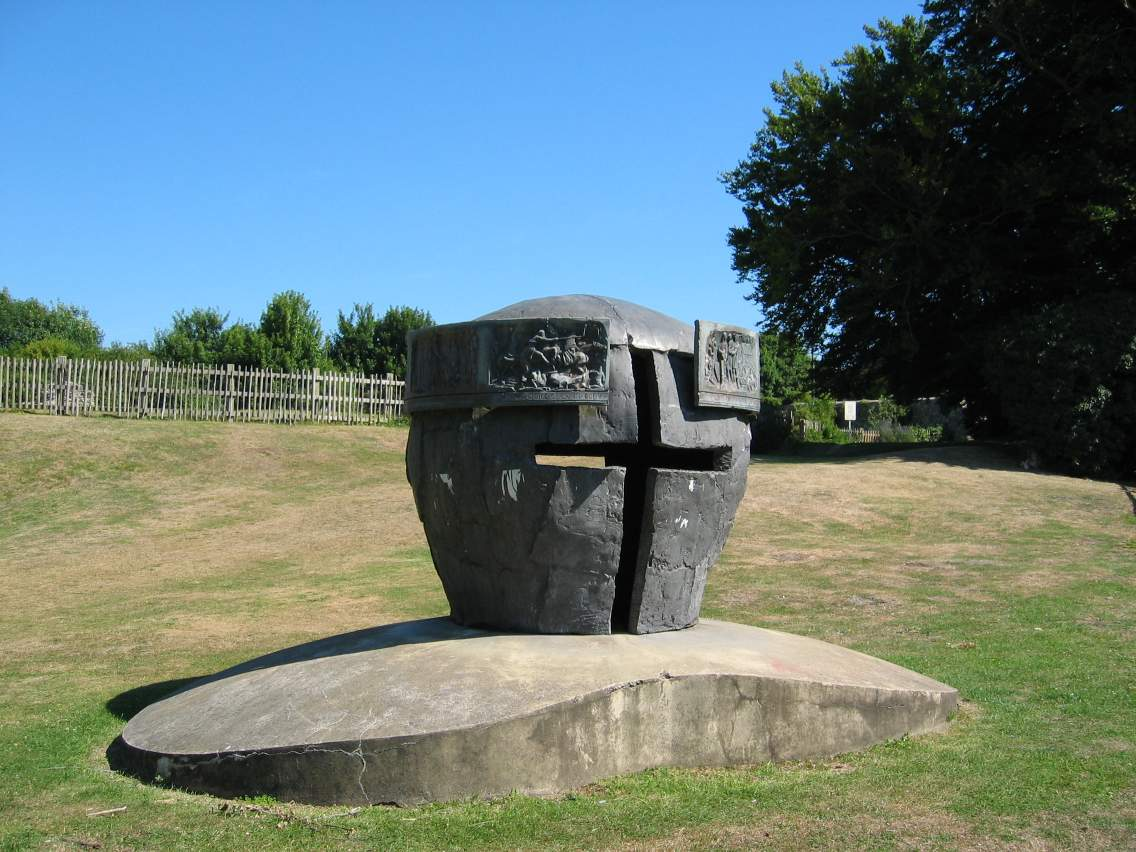
Монумент на месте битвы при Льюисе

Сторонники баронов неожиданно с наступлением рассвета напали на фуражиров, отправленных из королевского лагеря. После этого король сделал свой ход. Эдуард направил кавалерию на левый фланг противника, где были подчинявшиеся Сегрейву отряды из Лондона. Принц разбил их и преследовал четыре мили, оставив своего отца без поддержки. Генрих III был вынужден атаковать центр и правый фланг баронского войска в районе деревни Оффхэм, где к его приходу уже заранее приготовились. Отряды под руководством Корнуолла дрогнули почти сразу, только люди его сына продолжали сражаться вплоть до прибытия резервных подкреплений де Монфора.
Люди короля были вынуждены убегать по склону к Льюису, начав боевое отступление к замку и монастырю. Эдвард вернулся с уставшими кавалеристами и предпринял контратаку, но в ходе поисков своего отца обнаружил бегство многих сторонников короля, из-за чего принял предложение де Монфора о переговорах. Граф Корнуолл попытался достичь безопасного монастыря, но был обнаружен на ветряной мельнице и схвачен под крики Спустись, спустись, лукавый мельник. Его капитуляцию принял Гилберт де Клер.

## Последствия
Генрих III был вынужден подписать Льюисское соглашение. Хотя этот документ не сохранился, судя по всему, король признавал действие Оксфордских провизий, в то время как его сын Эдуард находился в качестве заложника у баронов. Тем самым Симон де Монфор получил неограниченную власть, продлившуюся вплоть до побега Эдуарда и битвы при Ившэме